# Claude Caprais Rigodit
Claude Caprais Rigodit est un officier de marine français, né à Antony le 17 septembre 1782 et décédé à Alger le 17 novembre 1861.

## Biographie
Son père, bourgeois de Paris, le destina au métier de marin.
Jeune enseigne de vaisseau, il prit part en octobre 1805 aux batailles de Trafalgar et du cap Ortegal et fut chargé à ce titre de rapporter au Ministre de la Guerre le combat du Duguay-Trouin, dont il fut le dernier commandant. En 1830, lors de la prise d'Alger, il fit partie de l'escadre de l'amiral Duperré comme commandant d'une frégate, aux côtés de son beau-père, le capitaine de vaisseau Louis-Charles Maillard de Liscourt.
Après une brillante carrière ponctuée de nombreux commandements, il fut nommé par Louis-Philippe contre-amiral commandant supérieur de la flotte en Méditerranée, à Alger, où il s'établit définitivement en 1843.
Admis à la retraite en 1847, il participa activement au développement économique de l'Algérie, et fut nommé par décret impérial vice-président du Conseil général d'Alger en 1860.
À sa mort survenue en 1861, une rue d'Alger fut baptisée en son honneur (rue Mohamed-Bouchanafa depuis l'indépendance).
Sa tombe se trouve au Cimetière du Père-Lachaise (21e division) à Paris.

## Famille et postérité
Il est le beau-frère du médecin François-Victor Mérat de Vaumartoise.
De son mariage avec Adeline Maillard de Liscourt (1804-1882), il eut quatre enfants :
- Marie-Anne Rigodit (1827-1871), qui épousa à Alger Ernest Courtot de Cissey, officier général, ministre de la Guerre et futur président du Conseil aux débuts de la IIIe République ;
- Charles-Frédéric Rigodit (1829-1890), lieutenant de vaisseau, officier de la Légion d'Honneur, dont descendance ;
- Théodore Rigodit (+1855), maréchal-des-logis et porte-guidon du général Bosquet, tué en héros à la bataille de Malakoff en 1855 ;
- Paul-Edouard Rigodit (1836-1878), chef d'escadrons de cavalerie, officier de la Légion d'Honneur, resté célibataire.